# Out Out
Out Out è un singolo dei DJ britannici Joel Corry e Jax Jones, pubblicato il 13 agosto 2021 e incluso nella prima raccolta del primo Another Friday Night.

## Descrizione
Il brano, che figura la partecipazione della cantante britannica Charli XCX e della rapper statunitense Saweetie, utilizza campionamenti del celebre singolo Alors on danse di Stromae del 2009.

## Video musicale
Un lyric video è stato pubblicato in concomitanza con l'uscita del singolo, mentre il video musicale è stato reso disponibile il successivo 1º ottobre.

## Tracce
Testi e musiche di Joel Corry, Timucin Lam, Charlotte Emma Aitchison, Diamonté Harper, Lewis Thompson, Neave Applebaum, Amber Van Day, Janée Bennett, Kamille Purcell, Holly Lapsley, Nonô e Paul Van Haver.
Download digitale
1. Out Out – 2:52

Download digitale – Joel Corry VIP Mix
1. Out Out (Joel Corry VIP Mix) – 2:50

Download digitale – Alok Mix
1. Out Out (Alok Mix) – 2:39

## Successo commerciale
Nella Official Singles Chart britannica il singolo ha debuttato 23º grazie a 18 012 unità di vendita. Durante la seconda settimana di permanenza è giunto alla 10ª posizione con 23 602 unità, divenendo la quinta top ten di Corry, la settima di Jones, la quinta di Charli XCX (la sua prima da Doing It del 2015) e infine la prima per Saweetie. Nella terza settimana ha raggiunto il suo picco alla 6ª posizione con altre 26 273 unità.

## Classifiche

### Classifiche settimanali
| Classifica (2021-23) | Posizione massima |
| -------------------- | ----------------- |
| Australia            | 31                |
| Austria              | 35                |
| Belgio (Vallonia)    | 17                |
| Bulgaria             | 9                 |
| Canada               | 69                |
| Croazia              | 21                |
| Danimarca            | 26                |
| Francia              | 109               |
| Germania             | 20                |
| Grecia               | 35                |
| Irlanda              | 2                 |
| Italia               | 92                |
| Libano               | 9                 |
| Lituania             | 34                |
| Moldavia             | 67                |
| Paesi Bassi          | 20                |
| Polonia              | 7                 |
| Portogallo           | 86                |
| Regno Unito          | 6                 |
| Repubblica Ceca      | 45                |
| Romania              | 34                |
| Russia               | 48                |
| Slovacchia           | 33                |
| Svezia               | 88                |
| Svizzera             | 32                |
| Ucraina              | 97                |
| Ungheria             | 33                |

### Classifiche di fine anno
| Classifica (2021) | Posizione |
| ----------------- | --------- |
| Belgio (Vallonia) | 100       |
| Croazia           | 99        |
| Germania          | 85        |
| Irlanda           | 45        |
| Polonia           | 100       |
| Regno Unito       | 69        |